# Georges Henri Rivière
Georges-Henri Riviére (1897–1985) byl francouzský muzeolog. Vystudoval hudbu na École du Louvre. Po roce 1928 dostal na starost sbírku Davida Weilla, která obsahovala čínský porcelán, řecké a římské starožitnosti a evropské užité umění a malby. Ve stejném roce vedl svoji první výstavu, která se týkala starověkého amerického umění v Musée des Arts Décoratifs a přidal se k Paulu Rivetovi, aby zrenovovali zastaralé Musée du Trocadéro a představili ho veřejnosti jako plně zrenovované Musée de l'Homme v roce 1938.
V letech 1929 a 1930 byl spolueditorem magazínu Documents, kde psal články, jako například Etnografické muzeum v Trocadéro nebo profily jazzových hudebníků, jako byli Eddie South a Hayman Swayze. Ve třicátých letech Riviére financoval ambiciózní projekty jako Dakar-Djibouti mission, kterou vedl Marcel Griaule, nebo Sahara-Soudan mission, která poskytla hloubkový výzkum a dostatečné množství materiálu pro víc než 70 etnografických výstav mezi lety 1929–1937.
Ve stejném roce založil Musée National des Arts et Traditions Populaires, které mělo základ v etnografických sbírkach muzea Trocadéro. Nejdřív se výstavy týkaly populární tradiční formy umění, poté se zaměřily na vědu a výzkum. Mezi lety 1948 a 1965 byl Georges-Henri Riviére prvním vrchním ředitelem ICOM], mezinárodního výboru muzeí, kam se roku 1968 vrátil jako poradce.
Představil koncept ekomuzea(snaha ukázat civilizace v jejich přirozeném prostředí), za který byl vysoce ohodnocen. Museum věnovalo celé jedno vydání ekomuzeím a zařadilo do něho taky článek George-Henri Riviéra nazvaný „Ekomuzeum – definice podpory rozvoje“. Publikace Muzeologie podle George-Henri Riviéra byla vydána po jeho smrti, v roce 1989.

## Práce
- La muséologie selon Georges-Henri Rivière (1989)